# Ceratopogon annulatus
Ceratopogon annulatus är en tvåvingeart som beskrevs av Johann Wilhelm Meigen 1835. Ceratopogon annulatus ingår i släktet Ceratopogon och familjen svidknott.
Artens utbredningsområde är Tyskland. Inga underarter finns listade i Catalogue of Life.